# Sommarö (fyr)
Sommarö (ru: Соммерс [Sommers], fi: Someri) är en rysk ö och fyr i östra Finska viken utanför Viborgska viken cirka 19 km från Vederlax och cirka 9 km från territorialvattengränsen till Finland.
Fyren står på en liten klippö som höjer sig som mest 16m över havet. Den första fyren på ön byggdes 1808; en rund vitkalkad ca 5 meter hög tegelbyggnad med en lanternin på toppen. 1866 förnyades ljusanordningen och lanterninen höjdes till 8 meter. Den fick ett linssystem av tredje klass och ett urverk som vred runt en oljelampa med dubbel veke, vilket gav fyren ett rödaktigt sken.
Fyrpersonalen bodde i ett trähus invid med sina familjer. I början av 1900-talet byggdes i andra änden av ön en nautofonanläggning och en mistklocka i reserv. Anläggningen hade en anställd skötare, som också bodde med den övriga fyrpersonalen. Vid första världskrigets utbrott påbörjade ryska armén befästningsverk på ön, men de blev aldrig slutförda. 1918 bemannade Finlands lotsverk fyren.
Vid Vinterkrigets utbrott sprängdes fyren och personalen evakuerades. Vid årsskiftet 1941–1942 stationerades en finländsk styrka på ca 100 man på Sommarö, då ön hade ett strategiskt viktigt läge. Den 8 juli 1942 utbröt Slaget vid Sommarö, då sovjetiska styrkor anföll ön med ett tiotal mindre fartyg och flera flygplan. De lyckades få fotfäste på öns östra sida, men med stöd av artilleri från ön Ulko-Tammio ca 19 km i nordväst kunde de drivas tillbaka 9 juli.
Efter fredsslutet tillföll ön Sovjetunionen, som uppförde den nuvarande fackverksfyren. På ön finns också ett flertal byggnader och radarmaster, förmodligen för övervakning av den alltmer strida fartygstrafiken i området.